# Бабетт Петер
Бабетт Петер (нім. Babett Peter, 12 травня 1988, Ошац) — німецька футболістка, Олімпійська чемпіонка. Захисник футбольного клубу «Вольфсбург» і національної збірної Німеччини.

## Ігрова кар'єра
Вихованка спортивних клубів «Ошац» і «Локомотив» (Лейпциг). З 2004 по 2005 виступала за основний склад футбольного клубу «Локомотив» (Лейпциг).
Влітку 2006 перейшла до футбольного клубу «Потсдам». У складі «Потсдаму» відіграла шість сезонів,стала володаркою Ліги чемпіонів у 2010.
29 лютого 2012, Петер підписала трирічний контракт з 1.ФК «Франкфурт» у складі якого була заявлена 1 липня 2012.
Влітку 2014 уклала трирічний контракт з «Вольфсбургом».

## Збірна
У складі юніорської збірної Німеччини провела 24 матчі.
У складі молодіжної збірної Німеччини, провела 4 матчі.
У складі національної збірної Німеччини дебютувала в березні 2006 у матчі проти збірної Фінляндії.
Олімпійська чемпіонка 2016.

### Голи в складі збірної
| Петер – голи за національну збірну | Петер – голи за національну збірну | Петер – голи за національну збірну | Петер – голи за національну збірну | Петер – голи за національну збірну | Петер – голи за національну збірну | Петер – голи за національну збірну |
| #                                  | Дата                               | Місце                              | Суперник                           | Гол                                | Рахунок                            | Турнір                             |
| ---------------------------------- | ---------------------------------- | ---------------------------------- | ---------------------------------- | ---------------------------------- | ---------------------------------- | ---------------------------------- |
| 1.                                 | 1 березня 2010                     | Фару, Португалія                   | КНР                                | 4–0                                | 5–0                                | Кубок Алгарве 2010                 |
| 2.                                 | 19 листопада 2011                  | Вісбаден, Німеччина                | Казахстан                          | 13–0                               | 17–0                               | Кваліфікація ЧЄ-2013               |
| 3.                                 | 19 листопада 2011                  | Вісбаден, Німеччина                | Казахстан                          | 14–0                               | 17–0                               | Кваліфікація ЧЄ-2013               |
| 4.                                 | 19 листопада 2011                  | Вісбаден, Німеччина                | Казахстан                          | 17–0                               | 17–0                               | Кваліфікація ЧЄ-2013               |
| 5.                                 | 6 березня 2016                     | Нашвілл, США                       | Англія                             | 2–1                                | 2–1                                | Кубок SheBelieves 2016             |
| 6.                                 | 21 липня 2017                      | Бреда, Нідерланди                  | Італія                             | 2–1                                | 2–1                                | ЧЄ-2017                            |
| 7.                                 | 25 липня 2017                      | Утрехт, Нідерланди                 | Росія                              | 1–0                                | 2–0                                | ЧЄ-2017                            |

## Цікаві факти
З п'яти років страждала від паралічу лицьового нерва. У віці 15 років їй зробили операцію, яка поліпшила її стан.
Бабетт закінчила Потсдамську спортивну гімназію в червні 2007. У жовтні 2007, вона стала членом групи підтримки спортивних збройних сил Німеччини (Бундесве́ру).

## Особисте життя
На даний момент Петер перебуває у стосунках з американською футболісткою Еллою Масар. У вересні 2020 року Масар народила хлопчика.

## Титули і досягнення

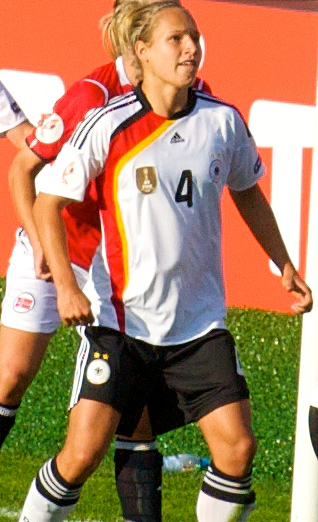
Бабетт Петер (2009)

### Клубні
«Потсдам»
- Чемпіонка Німеччини (5): 2006, 2009, 2010, 2011, 2012
- Володарка Кубка Німеччини (1): 2006
- Володарка Ліги чемпіонів (1): 2010

1.ФК «Франкфурт»
- Володарка Кубка Німеччини (1): 2014

«Вольфсбург»
- Чемпіонка Німеччини (1): 2017
- Володарка Кубка Німеччини (3): 2015, 2016, 2017

### Збірна
- Чемпіонка світу (1): 2007
- Чемпіонка Європи (1): 2009
- Олімпійська чемпіонка (1): 2016.
- Бронзова призерка Олімпійських ігор (1): 2008.